# Copa Montevideo 1971
La Copa Montevideo 1971 fue la quinta edición de la Copa Montevideo, tradicional competencia internacional. Al igual que las ediciones de 1969 y 1970, este fue un torneo de verano amistoso, aunque continuó reuniendo a los principales equipos de fútbol de América del Sur y Europa. Contó con la particularidad que dos encuentros se disputaron en Buenos Aires, Argentina, en el Estadio Don León Kolbovsky, mientras que los restantes fueron en el Estadio Centenario en Montevideo, Uruguay. Se realizó entre los días 14 de enero y 6 de febrero de 1971.

## Participantes
El torneo mantuvo el formato desde su reinauguración, conservando la reducción de 8 a 6 participantes, los cuales se enfrentaron en formato de liga todos contra todos en una ronda:
|          |         |             |                 |          | Bandera de Eslovaquia |
| Nacional | Peñarol | San Lorenzo | Vélez Sarsfield | Cruzeiro | Inter Bratislava      |
| -------- | ------- | ----------- | --------------- | -------- | --------------------- |

En la última edición sucedió un hecho curioso, ya que una doble jornada salió del Estadio Centenario y se disputó en el Estadio Don León Kolbovsky de Atlanta en Buenos Aires (cuando jugaron los equipos argentinos frente a los no uruguayos, mientras estos últimos disputaban el clásico del fútbol uruguayo en Montevideo). En esta edición, el representante europeo fue el Inter Bratislava (campeón de Yugoslavia y de la Copa Mitropa), que se sumó a otros importantes equipos de Sudamérica.

## Tabla de posiciones
| Pos. | Equipo           | PJ | PG | PE | PP | GF | GC | Dif. | Puntos |
| ---- | ---------------- | -- | -- | -- | -- | -- | -- | ---- | ------ |
| 1    | Peñarol          | 5  | 4  | 0  | 1  | 9  | 4  | +5   | 8      |
| 2    | Nacional         | 5  | 2  | 2  | 1  | 13 | 10 | +3   | 6      |
| 3    | San Lorenzo      | 5  | 3  | 0  | 2  | 14 | 11 | +3   | 6      |
| 4    | Cruzeiro         | 5  | 2  | 1  | 2  | 13 | 9  | +4   | 5      |
| 5    | Vélez Sarsfield  | 5  | 2  | 1  | 2  | 9  | 14 | -5   | 5      |
| 6    | Inter Bratislava | 5  | 0  | 0  | 5  | 6  | 16 | -10  | 0      |

| Uruguay                                        |
| Campeón Copa Montevideo 1971 Peñarol 2° título |